# Chris Hutchings
Christopher Hutchings (Winchester, 5 luglio 1957) è un ex calciatore e allenatore di calcio inglese, di ruolo difensore.